# Blastocladiella emersonii
Blastocladiella emersonii är en svampart som beskrevs av Cantino & Hyatt 1953. Blastocladiella emersonii ingår i släktet Blastocladiella och familjen Blastocladiaceae.   Inga underarter finns listade i Catalogue of Life.